# Simning vid världsmästerskapen i simsport 2022 – Herrarnas 200 meter medley
Herrarnas 200 meter medley vid världsmästerskapen i simsport 2022 avgjordes mellan den 21 och 22 juni 2022 i Donau Arena i Budapest i Ungern.
Franska Léon Marchand tog mästerskapets andra guld efter ett lopp på tiden 1.55,22. Silvret togs av amerikanska Carson Foster och bronset togs av japanska Daiya Seto.

## Rekord
Inför tävlingens start fanns följande världs- och mästerskapsrekord:
|                   | Namn        | Nation | Tid     | Ort            | Datum        |
| ----------------- | ----------- | ------ | ------- | -------------- | ------------ |
| Världsrekord      | Ryan Lochte | USA    | 1.54,00 | Shanghai, Kina | 28 juli 2011 |
| Mästerskapsrekord | Ryan Lochte | USA    | 1.54,00 | Shanghai, Kina | 28 juli 2011 |

## Resultat

### Försöksheat
Försöksheaten startade den 21 juni klockan 09:40.
| Placering | Heat | Bana | Namn                    | Nationalitet     | Tid              | Noteringar       |
| --------- | ---- | ---- | ----------------------- | ---------------- | ---------------- | ---------------- |
| 1         | 3    | 5    | Carson Foster           | USA              | 1.57,94          | 0Q0              |
| 2         | 3    | 4    | Chase Kalisz            | USA              | 1.58,25          | 0Q0              |
| 3         | 4    | 4    | Jérémy Desplanches      | Schweiz          | 1.58,29          | 0Q0              |
| 3         | 5    | 5    | Daiya Seto              | Japan            | 1.58,29          | 0Q0              |
| 5         | 3    | 7    | Finlay Polonsky         | Israel           | 1.58,31          | 0Q0              |
| 6         | 4    | 3    | Hubert Kós              | Ungern           | 1.58,47          | 0Q0              |
| 7         | 5    | 2    | Matthew Sates           | Sydafrika        | 1.58,61          | 0Q0              |
| 8         | 3    | 3    | Alberto Razzetti        | Italien          | 1.58,70          | 0Q0              |
| 8         | 5    | 3    | Léon Marchand           | Frankrike        | 1.58,70          | 0Q0              |
| 10        | 4    | 6    | Lewis Clareburt         | Nya Zeeland      | 1.58,76          | 0Q0              |
| 11        | 4    | 1    | Gal Cohen Groumi        | Israel           | 1.59,34          | 0Q0              |
| 12        | 3    | 1    | Se-Bom Lee              | Australien       | 1.59,37          | 0Q0              |
| 13        | 5    | 1    | Dominik Török           | Ungern           | 1.59,41          | 0Q0              |
| 14        | 5    | 6    | Tom Dean                | Storbritannien   | 1.59,44          | 0Q0              |
| 15        | 5    | 4    | Wang Shun               | Kina             | 1.59,51          | 0Q0              |
| 16        | 4    | 5    | Hugo González           | Spanien          | 1.59,53          | 0Q0              |
| 17        | 3    | 6    | Finlay Knox             | Kanada           | 1.59,60          |                  |
| 18        | 5    | 7    | Qin Haiyang             | Kina             | 1.59,68          |                  |
| 19        | 3    | 8    | Enzo Tesic              | Frankrike        | 1.59,71          |                  |
| 20        | 3    | 0    | Kim Min-suk             | Sydkorea         | 2.00,88          |                  |
| 21        | 3    | 9    | Kaloyan Bratanov        | Bulgarien        | 2.01,22          |                  |
| 22        | 3    | 2    | Brendon Smith           | Australien       | 2.01,32          |                  |
| 23        | 4    | 7    | Vinicius Lanza          | Brasilien        | 2.01,84          |                  |
| 24        | 5    | 9    | Vadym Naumenko          | Ukraina          | 2.02,00          |                  |
| 25        | 4    | 8    | Wang Hsing-hao          | Kinesiska Taipei | 2.02,27          |                  |
| 26        | 2    | 3    | Maximillian Ang         | Singapore        | 2.02,94          |                  |
| 27        | 4    | 9    | Trần Hưng Nguyên        | Vietnam          | 2.03,62          |                  |
| 28        | 2    | 4    | Patrick Groters         | Aruba            | 2.04,58          |                  |
| 29        | 2    | 7    | Munzer Kabbara          | Libanon          | 2.04,66          |                  |
| 30        | 2    | 1    | Matheo Mateos           | Paraguay         | 2.04,73          |                  |
| 31        | 2    | 8    | František Jablčník      | Slovakien        | 2.05,06          |                  |
| 32        | 2    | 9    | Santiago Corredores     | Colombia         | 2.05,87          |                  |
| 33        | 4    | 0    | Apostolos Papastamos    | Grekland         | 2.06,14          |                  |
| 34        | 2    | 6    | Tyler Christianson      | Panama           | 2.06,47          |                  |
| 35        | 2    | 0    | Aflah Fadlan Prawira    | Indonesien       | 2.07,23          |                  |
| 36        | 2    | 5    | Keanan Dols             | Jamaica          | 2.08,24          |                  |
| 37        | 1    | 5    | Brandon Schuster        | Samoa            | 2.08,95          |                  |
| 38        | 1    | 3    | Simon Bachmann          | Seychellerna     | 2.09,75          |                  |
| 39        | 1    | 1    | Omar Abouelela          | Qatar            | 2.11,07          |                  |
| 40        | 2    | 2    | Dulyawat Kaewsriyong    | Thailand         | 2.13,78          |                  |
| 41        | 1    | 2    | Adnan Al-Abdallat       | Jordanien        | 2.14,31          |                  |
| 42        | 1    | 7    | Nasir Hussain           | Nepal            | 2.20,43          |                  |
| 43        | 1    | 6    | Kinley Lhendup          | Bhutan           | 2.29,72          |                  |
| 44        | 1    | 4    | Esteban Núñez del Prado | Bolivia          | Diskvalificerade | Diskvalificerade |
| 44        | 4    | 2    | Caio Pumputis           | Brasilien        | Diskvalificerade | Diskvalificerade |
| 44        | 5    | 0    | José Martínez Gómez     | Mexiko           | Startade inte    | Startade inte    |
| 44        | 5    | 8    | Bernhard Reitshammer    | Österrike        | Startade inte    | Startade inte    |

### Semifinaler
Semifinalerna startade den 21 juni klockan 19:39.
| Placering | Heat | Bana | Namn               | Nationalitet   | Tid     | Noteringar |
| --------- | ---- | ---- | ------------------ | -------------- | ------- | ---------- |
| 1         | 2    | 2    | Léon Marchand      | Frankrike      | 1.55,75 | 0Q0        |
| 2         | 2    | 4    | Carson Foster      | USA            | 1.56,44 | 0Q0        |
| 3         | 1    | 5    | Daiya Seto         | Japan          | 1.56,74 | 0Q0        |
| 4         | 1    | 4    | Chase Kalisz       | USA            | 1.56,76 | 0Q0        |
| 5         | 1    | 3    | Hubert Kós         | Ungern         | 1.57,23 | 0Q0        |
| 6         | 1    | 1    | Tom Dean           | Storbritannien | 1.57,38 | 0Q0        |
| 7         | 1    | 2    | Lewis Clareburt    | Nya Zeeland    | 1.57,63 | 0Q0        |
| 8         | 2    | 6    | Matthew Sates      | Sydafrika      | 1.57,74 | 0Q0        |
| 9         | 2    | 3    | Finlay Polonsky    | Israel         | 1.57,99 |            |
| 10        | 1    | 6    | Alberto Razzetti   | Italien        | 1.58,02 |            |
| 11        | 2    | 5    | Jérémy Desplanches | Schweiz        | 1.58,31 |            |
| 12        | 1    | 8    | Hugo González      | Spanien        | 1.58,41 |            |
| 13        | 2    | 7    | Gal Cohen Groumi   | Israel         | 1.59,67 |            |
| 14        | 1    | 7    | Se-Bom Lee         | Australien     | 2.00,11 |            |
| 15        | 2    | 8    | Wang Shun          | Kina           | 2.00,71 |            |
| 16        | 2    | 1    | Dominik Török      | Ungern         | 2.01,35 |            |

### Final
Finalen startade den 22 juni klockan 19:06.
| Rank | Lane | Name            | Nationality    | Time    | Notes |
| ---- | ---- | --------------- | -------------- | ------- | ----- |
| 1    | 4    | Léon Marchand   | Frankrike      | 1.55,22 |       |
| 2    | 5    | Carson Foster   | USA            | 1.55,71 |       |
| 3    | 3    | Daiya Seto      | Japan          | 1.56,22 |       |
| 4    | 6    | Chase Kalisz    | USA            | 1.56,43 |       |
| 5    | 7    | Tom Dean        | Storbritannien | 1.56,77 |       |
| 6    | 2    | Hubert Kós      | Ungern         | 1.57,26 |       |
| 7    | 1    | Lewis Clareburt | Nya Zeeland    | 1.58,11 |       |
| 8    | 8    | Matthew Sates   | Sydafrika      | 1.58,27 |       |